# 吴子婴
吴子婴（1954年—），广东梅州人，汉族，中华人民共和国政治人物、第十一届全国人民代表大会浙江地区代表。
毕业于上海纺织工学院机织专业。担任浙江理工大学材料与纺织学院纺织材料实验室主任、侨联主席。2008年起担任全国人大代表。